# Sathrosia
Sathrosia là một chi bướm đêm thuộc họ Geometridae.